# Menesta
Menesta is een geslacht van vlinders van de familie sikkelmotten (Oecophoridae), uit de onderfamilie Stenomatinae.

## Soorten
- M. cinereocervina Walsingham, 1891
- M. melanella Murtfeldt, 1890
- M. tortriciformella Clemens, 1860